# Liste der Naturdenkmale in Heidersdorf
Die Liste der Naturdenkmale in Heidersdorf nennt die Naturdenkmale in Heidersdorf im sächsischen Erzgebirgskreis.

## Definition
„Naturdenkmäler sind rechtsverbindlich festgesetzte Einzelschöpfungen der Natur oder entsprechende Flächen bis zu fünf Hektar, deren besonderer Schutz erforderlich ist
1. aus wissenschaftlichen, naturgeschichtlichen oder landeskundlichen Gründen oder
2. wegen ihrer Seltenheit, Eigenart oder Schönheit.“

„§ 18 – Naturdenkmäler – (zu § 28 BNatSchG)
(1) Die Erklärung nach § 22 Abs. 1 BNatSchG von Teilen von Natur und Landschaft als Naturdenkmal erfolgt durch Rechtsverordnung oder Einzelanordnung.
(2) Über § 28 Abs. 1 BNatSchG hinaus können Naturdenkmäler zur Sicherung von Lebensgemeinschaften oder Lebensstätten von im Bestand gefährdeten oder streng geschützten Arten festgesetzt werden.“

## Liste
Link zu einem Kartenansichtstool, um Koordinaten zu setzen.
| Bild | Bezeichnung  | Lage                                           | Beschreibung         | Datum                                                     | Nummer     |
| ---- | ------------ | ---------------------------------------------- | -------------------- | --------------------------------------------------------- | ---------- |
| BW   | Relhök-Wiese | Heidersdorf (50° 40′ 22,1″ N, 13° 22′ 42,6″ O) | Fläche: ca. 44797 m² | Beschluss des Rates des Kreises Marienberg vom 25.07.1985 | 364.23-116 |